# Banlieue sud de Beyrouth
La banlieue sud de Beyrouth ou Dahieh Janoubyé (en arabe : الضاحية الجنوبية, faubourgs sud) est un faubourg à majorité chiite au sud de Beyrouth, au Liban. Sur le plan administratif, il fait partie intégrante du district de Baabda ; il est composé de plusieurs villes et communes. Entre 600 000 et 800 000 personnes y habitent.

## Géographie
Dahieh est une zone résidentielle avec une zone commerciale importante, avec des centres commerciaux, des magasins et des souks. Il existe également une minorité de musulmans sunnites, de chrétiens et un camp de réfugiés palestiniens de 20 000 personnes. Il est situé au nord de l'aéroport international de Beyrouth - Rafic Hariri, traversé par l'autoroute M51 qui relie Beyrouth à l'aéroport.
Dans ce quartier se trouve le quartier général du Hezbollah, parti politique et milice libanaise d'obédience chiite, ainsi que la maison de son ex-leader Hassan Nasrallah. De grands auditoriums à Haret Hreik, Hadeth et Bourj el-Brajné permettaient aux partisans du Hezbollah de se réunir lors d'occasions spéciales. D'autres partis politiques sont aussi bien implantés, notamment le Amal.
Pendant le conflit israélo-libanais de juillet 2006, la banlieue fut bombardée tous les jours. Une grande partie de ses bâtiments fut détruite à ras le sol ou endommagée. Les zones les plus touchées furent Bir el-Abd, Mouaawwad, Sfeir, Burj El Barajneh, Chiyah, Hayy es-Sellomm, et surtout Haret Hreik où se situe le « carré de sécurité » du Hezbollah (avec les bureaux des ministres du parti, ainsi que de ses associations) ; celui-ci fut complètement rasé (environ 100 immeubles dont la maison de Hassan Nasrallah).

### Principaux quartiers de la banlieue sud
- Burj El Barajneh
- Chiyah
- Hay es-Sellom
- Haret Hreik
- Sabra
- Chatila

### Démographie
Religion à Dahieh par répartition confessionnelle de votant en 2022 (hors réfugiés palestiniens)
- Islam chiite (60,7 %)
- Église maronite (17,9 %)
- Islam sunnite (15,1 %)
- Orthodoxes (3,1 %)
- melkites (3,2 %)

Dahieh est l'un des quartiers les plus densément peuplés de la communauté chiite du Liban. En 1986, le nombre de ceux vivant à Dahieh était estimé à 800 000. Il comprend aussi une minorité de musulmans sunnites, de chrétiens et un camp de réfugiés palestiniens.

## Historique
Au XIVe siècle, une importante communauté chiite habitait Bourj Beirut. La communauté a été mentionnée dans un décret du vice-roi mamelouk en 1363, qui a été publié contre les chiites de Beyrouth, de Sidon et des environs. Dans les registres fiscaux ottomans tapu tahrir (en) de 1545, Bourj avait une population de 169 ménages, 11 célibataires et un imam, tous musulmans chiites. Les chiites de Bourj ont également été identifiés dans les écrits d'Étienne Douaihy en 1661, et la ville était alors connue sous le nom de Burj Beirut (lit. « la tour de Beyrouth »).
Avant la guerre du Liban, Dahieh faisait partie des zones rurales de plus en plus urbanisées à l'extérieur de Beyrouth, avec à la fois des chrétiens et des chiites. Entre 1920 et 1943, de nombreux chiites ont afflué du Liban du Sud et de la plaine de la Bekaa vers Dahieh, échappant à la répression du mandat français contre les rebelles chiites en juin 1920. Négligés par l'État, de plus en plus de chiites sont arrivés au début des années 1960, fuyant les difficultés économiques, formant une ceinture de pauvreté au sud et à l'est de Beyrouth. Début 1975, 319 000 chiites vivaient dans tout Beyrouth.
À partir de la fin des années 1960, la Dahiyé devient un foyer pour les idées progressistes, nationalistes arabes, communistes. De jeunes chiites rejoignent à cette époque les rangs des fedayins palestiniens (deux camps de réfugiés, Bourj Al-Barajneh et Chatila, se trouvent aux portes de la banlieue sud). C'est aussi depuis la banlieue sur que le clerc Moussa Sader conceptualise le statut de « déshérités » des chiites et prône une libération qui passe par le retour au religieux et conduit à la fondation du mouvement Amal dans les années 1970.

### Guerre du Liban
La population de Dahieh a encore augmenté pendant la guerre du Liban. En décembre 1975-1976, environ 100 000 chiites ont été déplacés du canton de Beyrouth-Est (en) à la suite des violences sectaires du samedi noir et du massacre de Karantina, et la plupart se sont réinstallés à Dahieh. Parmi eux figurait l'éminent Ayatollah Mohammad Hussein Fadlallah. La plupart des déplacés étaient démunis et leurs besoins ont stimulé la solidarité et l'autonomie chiites, qui se sont concentrées sur l'insularité urbaine de Dahieh. Pendant cette même période, les chrétiens habitant Haret Hreik ont fui vers le canton de Beyrouth-Est (en).
D'autres chiites sont arrivés à Dahieh après les invasions israéliennes du Liban en 1978 et 1982, qui ont toutes deux déplacé plus de 250 000 réfugiés et provoqué la destruction d'environ 80 % des villages. Refusant de vivre sous l'Administration de la ceinture de sécurité du Liban du Sud (en), davantage de chiites ont quitté leurs villages pour s'installer à Beyrouth. En 1986, environ 800 000 chiites vivaient à Dahieh, la grande majorité des chiites du Liban. Dans les années 1980, alors que les militants du Hezbollah combattent l'armée israélienne dans le sud du Liban, le mouvement chiite lance son projet de « contre-société islamique » en ouvrant des associations caritatives et un hôpital. Sa pénétration est facilitée par l’absence de l’État.

### Conflit israélo-libanais de 2006

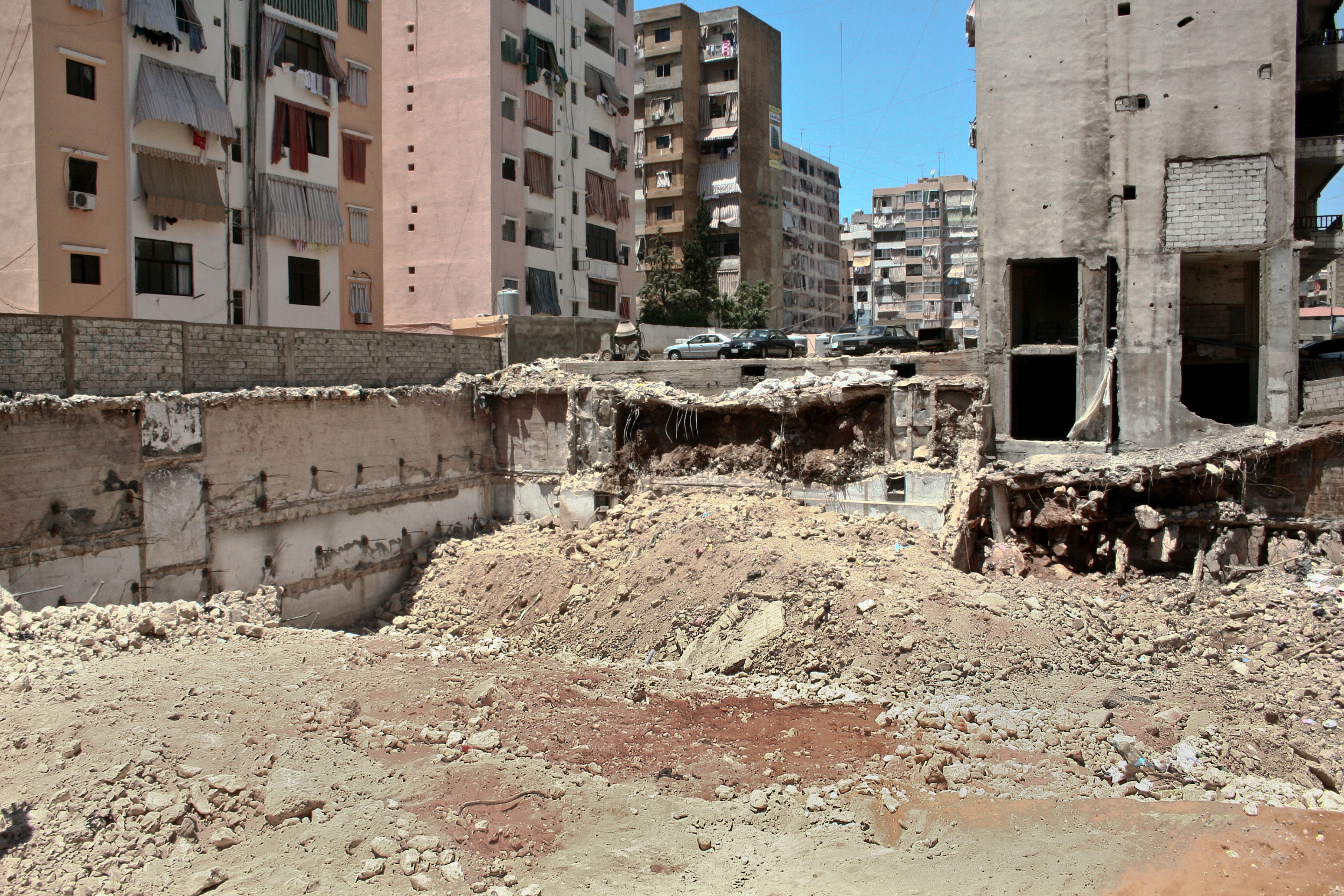
Un cratère à Dahieh en 2008, deux ans après le Conflit israélo-libanais de 2006.

Le quartier a été particulièrement ciblé par l'armée israélienne lors du conflit israélo-libanais de 2006. Cette forme de guerre asymétrique, consistant à un recours massif et disproportionné de la violence et le ciblage délibéré des populations civiles en milieu urbain, a été par la suite formalisée sous le nom de Doctrine Dahiya par le général israélien Gadi Eizenkot,,. Ce dernier souligne que « de notre point de vue, il ne s’agit pas de zones civiles, mais de bases militaires ». 
Quelques heures après le cessez-le-feu du 14 août 2006, le Hezbollah s'est engagé à reconstruire les maisons pour les habitants de Dahieh et a offert de l'argent pour le loyer le temps qu'une tentative de construire de meilleures maisons prenne forme. Le 22 septembre 2006, le chef du Hezbollah, Hassan Nasrallah, a participé à un rassemblement de masse à Dahieh déclarant une « victoire divine » contre Israël. En plus de mentionner que le Hezbollah dispose de 20 000 roquettes, il a également critiqué le gouvernement libanais, déclarant qu'il devrait se retirer et former un gouvernement d'union.

### Attentats de 2013-2015
Le 9 juillet 2013, 53 personnes ont été blessées après l'explosion d'une bombe dans une rue commerçante animée de la banlieue ; l'explosion s'est produite lors d'une journée de shopping bondée à la veille du mois sacré du Ramadan. Un groupe syrien inconnu, la « Brigade 313 », prétendue faction de l'Armée syrienne libre (ASL) a revendiqué la responsabilité ; cependant, le porte-parole de l'ASL, Luay Miqdad, a condamné l'attaque, ainsi que celle du mois suivant.
Le 15 août 2013, un mois après le premier attentat, un autre attentat à la voiture piégée a frappé la banlieue. Cette fois, au moins 27 personnes ont été tuées et 336 blessées dans l'explosion massive, dont la majorité des enfants. Un groupe lié à l'opposition syrienne se faisant appeler la « Brigade d'Aïcha » a revendiqué l'attaque.
Une dizaine d'attentats ont été provoqués entre juillet 2013 et février 2014 par des groupes extrémistes islamistes.
Le 13 novembre 2015, un double attentat à la bombe de l'organisation État islamique dans une rue très fréquentée du quartier de Bourj El-Barajneh fait au moins 43 morts et 239 blessés.
Ces attentats sont une des représailles visant le Hezbollah, après son engagement au côté du régime de Bachar el-Assad  lors de la guerre civile syrienne.

### Bombardements israéliens de 2024
Quelque 30 % des habitants ont quitté la banlieue sud durant l'été 2024 en raison de la crainte des bombardements israéliens. L'un d'eux fait au moins 52 morts, dont 16 membres du Hezbollah, et 66 blessés le 20 septembre 2024. En novembre, la banlieue sud ressemble à une « ville fantôme », abandonnée d'une grande partie de ses habitants et défigurée par les bombardements.